# Liudmila Alekséieva
Liudmila Mikhàilovna Alekséieva (rus: Людми́ла Миха́йловна Алексе́ева, AFI / lʲʊˈdmʲilə ɐlʲɪˈksʲeɪvə /, nascuda el 20 de juliol de 1927 a Ievpatória, Crimea, morta el 8 desembre del 2018 a Moscou, Rússia) fou una historiadora russa, activista destacada pro drets humans i membre fundador del Grup Moscou Hèlsinki. Fou un dels pocs dissidents de l'era soviètica que es mantenia involucrat activament en qüestions de drets humans a la Rússia moderna.

## Biografia
Quan encara era petita, la seva família es va traslladar des de Crimea a Moscou. Inicialment, vivien en una barraca al districte d'Ostankino, i el 1937 es va traslladar a un apartament comunal (rus: коммунальный kommunalni) al centre de Moscou. Els pares de Liudmila provenien de famílies pobres, però en la nova realitat van poder completar la seva educació superior i treballar en el camp de la ciència. De la criança de la nena se'n va ocupar l'àvia.
Quan esclata la guerra el 1941, Liudmila es trobava a Teodòsia, passant les vacances d'estiu amb la seva àvia. El 1942 el seu pare va morir al front, i amb 15 anys, Ludmila es va traslladar a Ijevsk, on ella i la seva mare van començar un curs d'infermeria. El 1943, va tornar a Moscou, on va treballar en la construcció d'una de les estacions del Metro de Moscou.
El 1950 es va graduar a la Facultat d'Història de la Universitat Estatal de Moscou i va començar a fer classes d'història als treballadors de la universitat. El 1952, es va unir al Partit Comunista. Després de la mort de Stalin el 1953, va renunciar a la carrera acadèmica i va agafar una feina com a editora de publicacions científiques. El 1956 es va graduar a l'Institut d'Economia i Estadística de Moscou.

## Activitats en el moviment dissident
En els anys 60 l'apartament d'Alekséieva es va convertir en lloc de trobada de la intel·liguèntsia de Moscou, incloent cercles dissidents relacionats amb l'emissió de còpies samizdat. El 1966, Alekséieva es dedicà a la defensa dels escriptors i dissidents presos Iuli Daniel i Andrei Siniavski. A finals dels anys 60 es va unir a la campanya de peticions relacionades amb el procés d'Aleksandr Guínzburg i Iuri Galanskov. L'abril del 1968 va ser expulsada del Partit i acomiadada de la seva feina.
Des de 1968, Alekséieva, com a mecanògrafa es va ocupar de l'emissió de "Crònica dels esdeveniments actuals" - un butlletí d'informació dissident. En relació amb les seves activitats ha estat detinguda i interrogada en diverses ocasions.
El 1976, a petició de Iuri Orlov es va convertir en un membre del Grup Moscou Hèlsinki de Moscou - la primera organització independent establerta a l'URSS, que s'ocupa de la qüestió dels drets humans. El seu apartament es va convertir en un informal bufet d'advocats, del qual ella n'era l'editora i arxivera. La seva signatura estava el 19 documents de programació del grup. Al febrer de 1977, sota l'amenaça de detenció, Liudmila Alekséieva es va veure obligada a emigrar i anar-se'n als Estats Units. A l'exili es va ocupar de documentar les activitats dels cercles dissidents, també va col·laborat amb les emissores de ràdio "Radio Liberty" i "La Veu d'Amèrica."

## Suport de la societat civil
Alekséieva va tornar a Rússia el 1993. Tres anys més tard es va convertir en cap del Grup Moscou Hèlsinki. En 1998-2004, va ser president de la Federació Internacional de Hèlsinki. El 2002, formà part d'una Comissió creada per assessorar el president Vladímir Putin sobre qüestions de drets humans, una mesura que va provocar crítiques d'alguns altres activistes dels drets.
Al desembre de 2004, Alekséieva cofundà i copresidí, amb Garri Kaspàrov i Gueorgui Satàrov, el Congrés Cívic de tota Rússia, que Alekséieva i Satàrov van abandonar a causa de desacords amb Kaspàrov el gener de 2008. Posteriorment, va ser cofundador de la Xarxa Ciutadana de Tota Rússia amb Satàrov. El 10 de febrer de 2009, Alekséieva es va unir al Consell per a la Promoció de les Institucions de la Societat Civil i els Drets Humans, dependent del President de la Federació Russa. També des del 2009 participa en el moviment civil "Estratègia-31" i organitza reunions a la Plaça Triumfalnaia de Moscou en defensa de l'article 31 de la Constitució de la Federació de Rússia (llibertat de reunió).
En 2007 va ser guardonada amb la Legió d'Honor francesa i el 2009 amb el Premi Sàkharov per la Llibertat de Consciència.

## Vida personal
Liudmila Alekséieva era l'esposa del matemàtic Nikolai Williams, amb qui té dos fills.